# Levan Berijanidze
Levan Berijanidze (* 10. října 1990 Očamčyra) je gruzínský zápasník–volnostylař a sumista, který od roku 2015 reprezentuje Arménii.

## Sportovní kariéra
Narodil se na gruzínském separatistického území Abcházie v Očamčyre, odkud jako malý s rodiči uprchl před válkou do Tbilisi. Zápasení se věnoval od 8 let v tělocvičně Šoty Kotorašviliho. Vrcholově se připravoval pod vedením Džony Loriji a Tamaze Bedyjanašviliho. V gruzínské mužské reprezentaci se objevil ještě jako junior ve 20 letech a třetím místem na mistrovství světa v Moskvě v roce 2010 si řekl o pozici gruzínské jedničky ve váze do 120 kg s blížícími se olympijskými hrami v Londýně v roce 2012. Zhoršenou životosprávou však z volnostylařské reprezentace vypadl a kvůli vysoké konkurenci se zpátky obtížně vracel. Nezvládal shazovat váhu a v letech 2011 až 2013 se věnoval příbuzným zápasnickým stylům s neomezenou vahou – beach wrestling a sumó.
V roce 2014 mu umožnili návrat na mezinárodní scénu Arméni, kteří ho zklákali do svých řad s vidinou startu na olympijských hrách. V roce 2015 se pátým místem na mistrovství světa v Las Vegas kvalifikoval na olympijské hry v Riu v roce 2016. V Riu porazil v úvodním kole silného Číňana Teng Č'-weje a probojoval se do semifinále, kde nestačil na suveréna své váhové kategorie Turka Tahu Akgüla. V boji o třetí místo s Dagestáncem Ibragimem Sajidovem v barvách Běloruska prohrál těsně na pomocná kritéria a obsadil dělené 5. místo.

## Výsledky
| Olympijské hry     | —  |   |    |   | — |   |   |    | 5. |    |   |     |  |  |  |  |  |  |  |  |  |  |  |
| Mistrovství světa  |    | — | 3. | — |   | — | — | 5. |    | 3. | — | úč. |  |  |  |  |  |  |  |  |  |  |  |
| Evropské hry       |    |   |    |   |   |   |   | 5. |    |    |   | —   |  |  |  |  |  |  |  |  |  |  |  |
| Mistrovství Evropy | —  | — | —  | — | — | — | — | 5. | —  | 3. | — | —   |  |  |  |  |  |  |  |  |  |  |  |
| MS juniorů         | 3. | — | —  |   |   |   |   |    |    |    |   |     |  |  |  |  |  |  |  |  |  |  |  |
| ME juniorů         | 3. | — | —  |   |   |   |   |    |    |    |   |     |  |  |  |  |  |  |  |  |  |  |  |